# Štěchovice (district de Prague-Ouest)
Pour les articles homonymes, voir Štěchovice.
Štěchovice (en allemand : Stiechowitz) est un bourg (městys) du district de Prague-Ouest, dans la région de Bohême-Centrale, en République tchèque. Sa population s'élevait à 2 042 habitants en 2020.

## Géographie
Štěchovice se trouve à 8 km au sud-ouest de Jílové u Prahy, à 10,5 km à l'est-sud-est de Mníšek pod Brdy, et à 26,5 km au sud du centre de Prague.
La commune est limitée par Davle au nord, par Hradištko et Krňany à l'est, par Rabyně au sud, et par Slapy, Bojanovice et Hvozdnice à l'ouest.

## Histoire
La première mention écrite de la localité date de 1209. La commune a le statut de městys depuis le 10 octobre 2006.

## Administration
La commune se compose de trois quartiers :
- Štěchovice
- Masečín
- Třebenice

## Transports
Par la route, Štěchovice se trouve à 13 km de Jílové u Prahy, à 16 km de Mníšek pod Brdy et à 31 km du centre de Prague.